# تور تابستان بی‌پایان
تور تابستان بی‌پایان (انگلیسی: The Endless Summer Tour) سومین تور کنسرت توسط خواننده آمریکایی لانا دل ری برای پشتیبانی از سومین آلبوم استودیویی خود، خشونت افراطی (۲۰۱۴) بود. این تور در ۷ مه ۲۰۱۵ در وودلندز، تگزاس آغاز شد و در ۱۶ ژوئن ۲۰۱۵ در وست پام بیچ، فلوریدا به پایان رسید.